# Santa Maria di Loreto
Santa Maria di Loreto ou Igreja de Nossa Senhora de Loreto é uma igreja do século XVI em Roma, Itália, localizada de frente para a Coluna de Trajano, perto do enorme Monumento a Vittorio Emanuele II.

## História
Depois do Jubileu de 1500, a associação dos metalúrgicos de Roma (Sodalizio dei Fornai) foi autorizada pelo papa Alexandre VI a construir uma igreja no local, obra que começou em 1507. O responsável foi Antonio da Sangallo, o Jovem, que projetou um edifício com uma planta octogonal. A cúpula e a lanterna foram completadas por Jacopo del Duca depois de 75 anos. A igreja foi construída no local onde ficava uma capela do século XV que abrigava um ícone de Nossa Senhora de Loreto e a nova igreja não somente passou a abrigar a obra como herdou a dedicação à Virgem. Santa Maria é famosa também por causa da construção de uma outra igreja no século XVIII, também com uma grande cúpula, mas de mármore mais pálido, Santissimo Nome di Maria al Foro Traiano, o que deu ao conjunto a impressão de serem igrejas gêmeas.

## Interior

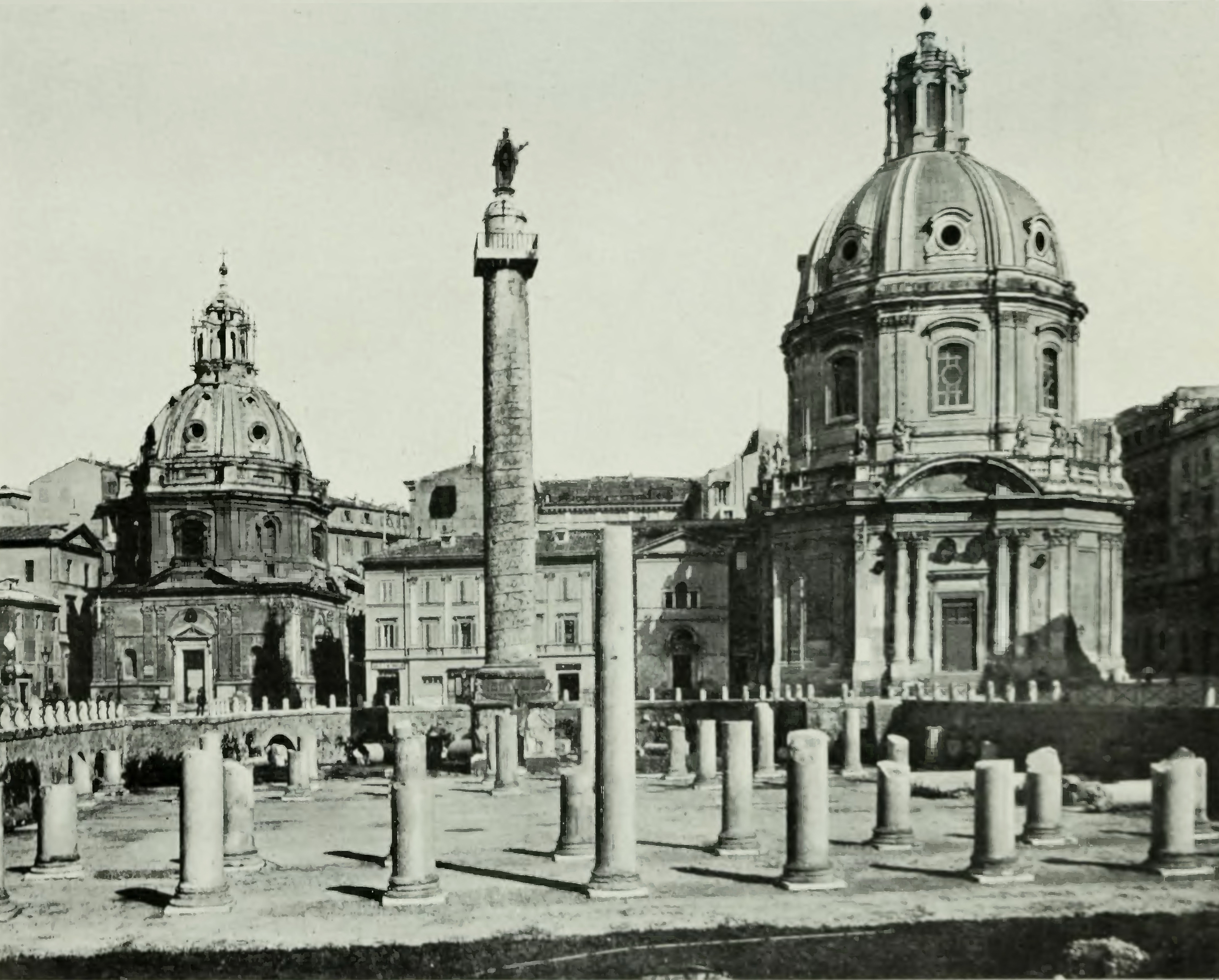
Angeli - Roma - 1908

A decoração interior é notável por suas estátuas, incluindo uma que fica na entrada, de Andrea Sansovino, os quatro anjos à volta do altar-mor, de Stefano Maderno, e as quatro virgens martirizadas (além de outros santos), típicas de uma igreja dedicada à Santa Casa de Loreto. As quatro mártires, na ordem em que foram completadas, são Santa Inês, de Pompeo Ferrucci, Santa Flávia Domitila, de Domenico de Rossi, Santa Cecília, de Giuliano Finelli, e a famosa estátua do barroco primitivo de Santa Susana, de Francois Duquesnoy. Uma das capelas está coberta por mosaicos de Paolo Rossetti e por afrescos do estúdio de Federigo Zuccaro. A capela principal foi construída por Onorio Longhi e pintada em afresco por Cavaliere d'Arpino.

## Galeria

Imagens da igreja
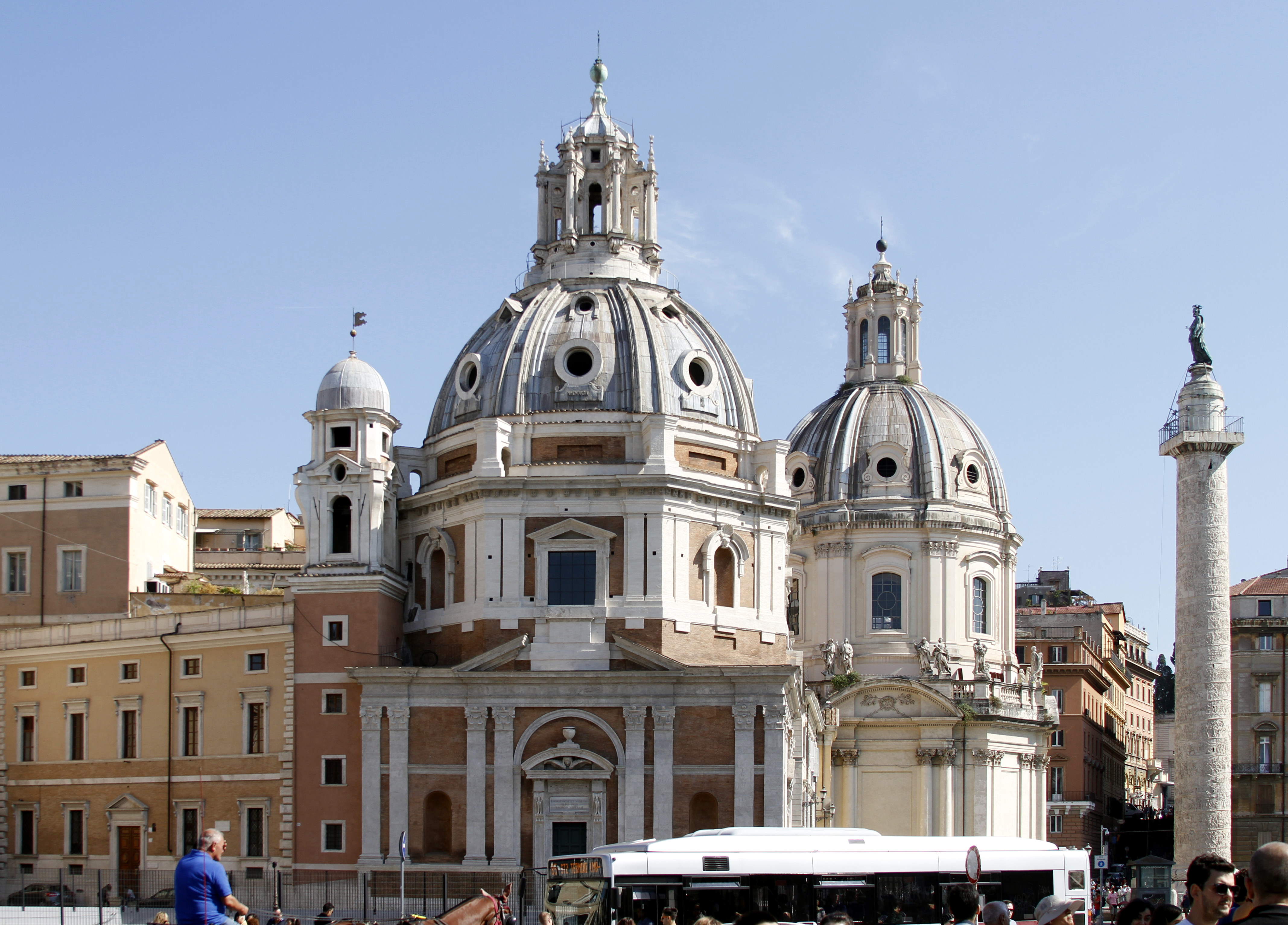
Santa Maria di Loreto e sua "gêmea", Santissimo Nome di Maria al Foro Traiano, do século XVIII, e a Coluna de Trajano.
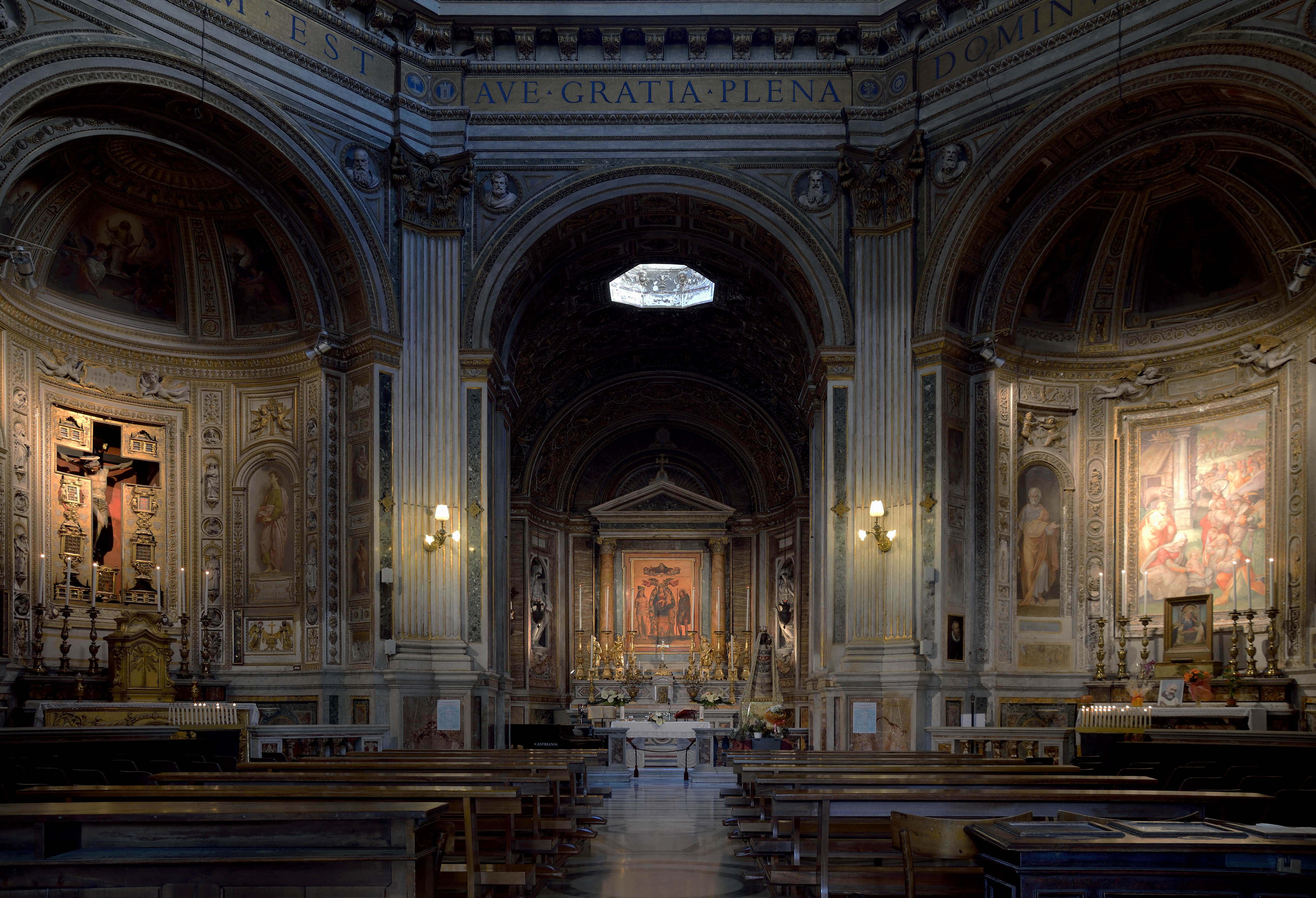
Vista geral do interior
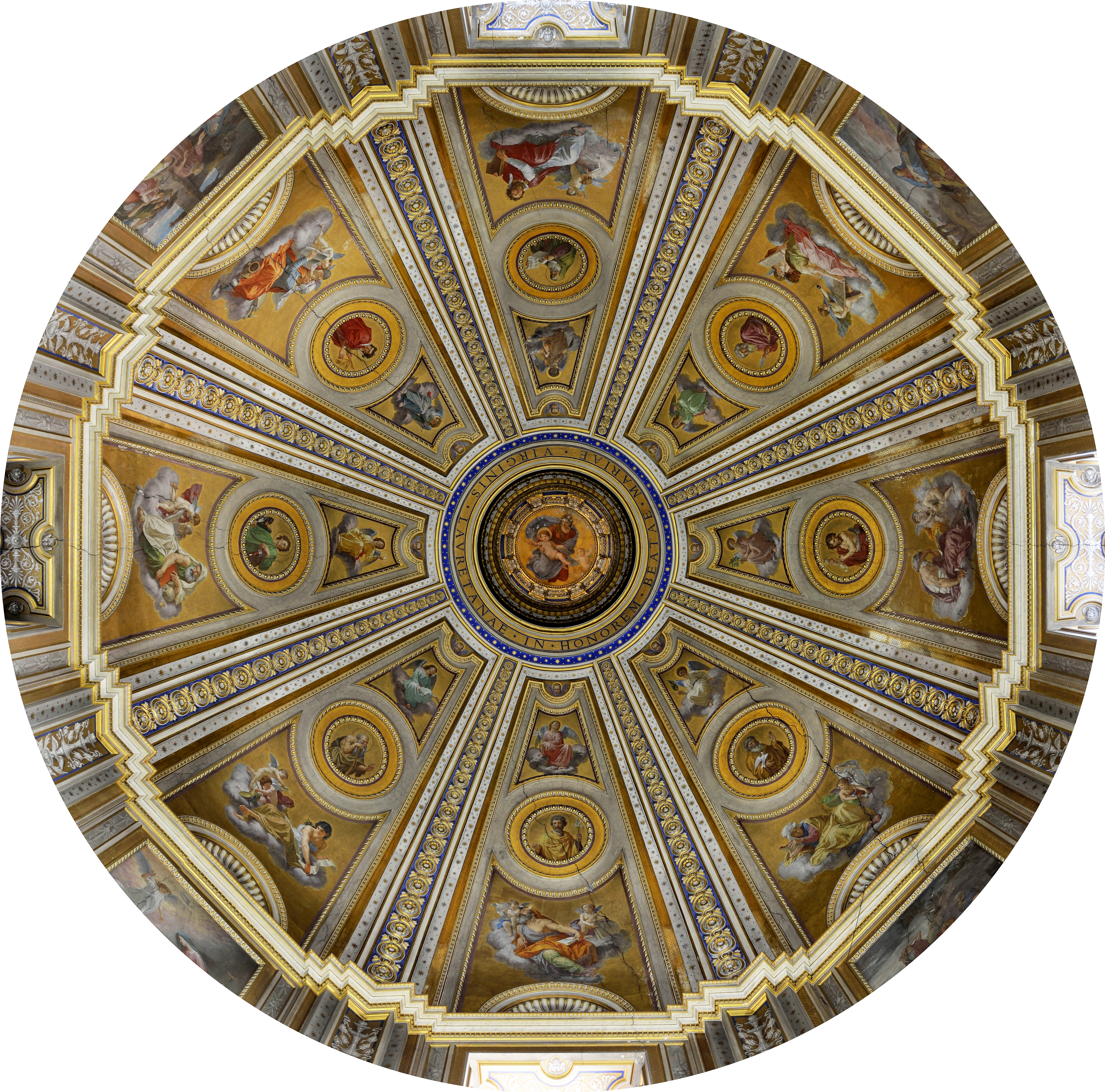
Interior da cúpula